# Liste des ministres des Affaires parlementaires d'Écosse
 (octobre 2024).
Si vous disposez d'ouvrages ou d'articles de référence ou si vous connaissez des sites web de qualité traitant du thème abordé ici, merci de compléter l'article en donnant les références utiles à sa vérifiabilité et en les liant à la section « Notes et références ».
Cet article contient la liste des ministres des Affaires parlementaires d'Écosse.

## Liste des ministres
Le ministre des Affaires parlementaires (anglais : Minister for Parliamentary Business ; gaélique écossais : Ministear a' Chaibineit agus Gnothaichean na Pàrlamaid) est un poste ministériel subalterne au sein du gouvernement écossais. 
Le ministre ne participe pas au Cabinet mais soutient le vice-Premier ministre et secrétaire du Cabinet chargé des Finances, qui est membre du cabinet. Le ministre a pour tâche de diriger les affaires du gouvernement par l'intermédiaire du Parlement écossais.
Le ministre actuel est Jamie Hepburn depuis le 8 mai 2024.
| Nom                                                                                         | Nom                                  | Début du mandat                      | Fin du mandat                        | Gouvernement                         |
| Ministre des Affaires parlementaires                                                        | Ministre des Affaires parlementaires | Ministre des Affaires parlementaires | Ministre des Affaires parlementaires | Ministre des Affaires parlementaires |
| ------------------------------------------------------------------------------------------- | ------------------------------------ | ------------------------------------ | ------------------------------------ | ------------------------------------ |
|                                                                                             | Tom McCabe                           | 17 mai 1999                          | 22 novembre 2001                     | Dewar, McLeish                       |
|                                                                                             | Patricia Ferguson                    | 22 novembre 2001                     | 4 octobre 2004                       | McConnell I et II                    |
|                                                                                             | Magaret Curran                       | 4 octobre 2004                       | 16 mai 2007                          | McConnell II                         |
|                                                                                             | Poste supprimé                       | 17 mai 2007                          | 25 mai 2011                          | Salmond I                            |
| Secrétaire du Cabinet chargé des Affaires parlementaires et de la Stratégie gouvernementale |                                      |                                      |                                      |                                      |
|                                                                                             | Bruce Crawford                       | 25 mai 2011                          | 6 septembre 2012                     | Salmond II                           |
| Ministre des Affaires parlementaires et des Anciens combattants                             |                                      |                                      |                                      |                                      |
|                                                                                             | Graeme Dey                           | 28 juin 2018                         | 20 mai 2021                          | Sturgeon II                          |
| Ministre des Affaires parlementaires                                                        |                                      |                                      |                                      |                                      |
|                                                                                             | George Adam                          | 20 mai 2021                          | 29 mars 2023                         | Sturgeon III                         |
| Ministre du Cabinet et des Affaires parlementaires                                          |                                      |                                      |                                      |                                      |
|                                                                                             | George Adam                          | 29 mars 2023                         | 20 juin 2023                         | Yousaf                               |
| Ministre des Affaires parlementaires                                                        |                                      |                                      |                                      |                                      |
|                                                                                             | George Adam                          | 20 juin 2023                         | 8 mai 2024                           | Yousaf                               |
|                                                                                             | Jamie Hepburn                        | 8 mai 2024                           | En fonction                          | Swinney                              |